# Петар Словенски
Петар „Пеца“ Словенски (Пожаревац, 15. јул 1924 — Београд, 5. новембар 2002) био је југослоенски и српски глумац и радио водитељ. Рођен је као Петар Стојановић. Наступао је највише у позоришту, док је на филму и телевизији остваривао само епизодне улоге. Ипак, највећу популарност стекао је као водитељ на Радио Београду. Током читаве деценије 1980-их водио је изузетно популарну и слушану радио емисију „Караван“, а учествовао је и у другим забавним програмима ове радио станице.

## Филмографија
| Год.       | Назив                               | Улога                  |
| ---------- | ----------------------------------- | ---------------------- |
| 1950-те    |                                     |                        |
| 1950.      | Црвени цвет                         | тумач                  |
| 1955.      | Лажни цар                           |                        |
| 1960-те    |                                     |                        |
| 1962.      | Три приче о Џефу Питерсу            |                        |
| 1962.      | Др                                  | Велимир Павловић       |
| 1962.      | Звиждук у осам                      | водитељ квиза          |
| 1963.      | Шест свечаних позивница (ТВ серија) |                        |
| 1963.      | Инкогнито                           |                        |
| 1963.      | Шест свечаних позивница (ТВ серија) | конферансије           |
| 1964.      | Социјално (ТВ)                      |                        |
| 1964.      | Офсајд (ТВ)                         |                        |
| 1964.      | Инсталатер Стукс                    |                        |
| 1967.      | Нож                                 | Саша                   |
| 1967.      | Јегор Буличов                       | Алексеј                |
| 1967.      | Височка хроника (ТВ серија)         | барон Мендл            |
| 1968.      | Не играј се љубављу (ТВ)            |                        |
| 1968.      | На рубу памети (ТВ)                 |                        |
| 1968.      | Кад голубови полете                 | човек из општине       |
| 1969.      | Добро нам дошли Кратки филм         | /                      |
| 1969.      | Кад сам био војник (ТВ мини серија) | /                      |
| 1970-те    |                                     |                        |
| 1971.      | С ванглом у свет                    |                        |
| 1971.      | Капетан из Кепеника                 |                        |
| 1972.      | Ћу, ћеш, ће (ТВ мини серија)        |                        |
| 1972-1974. | Позориште у кући                    | Чкиља, Борков разредни |
| 1974.      | Обешењак (ТВ)                       |                        |
| 1974.      | Мистер Долар (ТВ)                   | Матковић               |
| 1974.      | Провод (ТВ)                         | Господин Кинг          |
| 1975.      | Мамика, хвата ме паника (ТВ)        |                        |
| 1980-те    |                                     |                        |
| 1980.      | Врућ ветар                          | Борко, гост на пријему |